# Maria Grech Ganado
Maria Grech Ganado M.Q.R. (* 1943 in Lija) ist eine maltesische Schriftstellerin und Dozentin. Obwohl sie in Lija geboren wurde, wird vermutet, dass sie aus Floriana stammt.

## Bildung
Grech Ganado besuchte die St. Joseph High School in Valletta und die Marija Regina Secondary School in Hamrun. Sie studierte an der Universität Malta und erhielt ihren BA in Englischer Literatur. Sie absolvierte ein zweites Bachelorstudium an der University of Cambridge. Anschließend absolvierte sie einen Masterstudiengang an der Universität Malta und der Ruprecht-Karls-Universität Heidelberg. Danach arbeitete Grech Ganado als wissenschaftliche Mitarbeiterin am Fachbereich Englisch an der Universität Malta. Dort war sie die erste maltesische Vollzeit-Dozentin, bevor sie 2003 in Rente ging.

## Literarisches Schaffen
Grech Ganado verfasste Gedichte auf Maltesisch und Englisch und hat zahlreiche Publikationen veröffentlicht. Sie gewann viermal den nationalen maltesischen Buchpreis und erhielt den ersten Maltese Poet Laureate Preis im Jahr 2019. Ihre Werke wurden in 12 Sprachen übersetzt und sind Teil des nationalen Lehrplans auf A-Level Niveau (entspricht etwa der deutschen Fachgebunden Hochschulreife).
2000 erhielt Grech Ganado für ihre Beiträge zur maltesischen Literatur die maltesische Verdienstmedaille Midalja għall-Qadi tar-Repubblika. Sie wurde außerdem mit dem Gieh il-Floriana-Preis ausgezeichnet.

## Privatleben
Grech Ganado ist seit 1972 mit Louis Grech verheiratet. Gemeinsam haben sie drei Kinder: Xandru, Francesca und Louisa. Sie hatte mit psychischen Problemen zu kämpfen.